# Observation d'un ovni par la Marine chilienne le 14 novembre 2014
L'observation d'un ovni par la Marine chilienne le 14 novembre 2014 est l'observation, non expliquée à ce jour, d'un objet volant inconnu à l'ouest de Santiago du Chili. 

## Les faits
En début d'après-midi du 14 novembre 2014, un pilote et un technicien de la marine chilienne volent en hélicoptère le long de la côte pour tester les propriétés d'imagerie thermique d'une nouvelle caméra infrarouge haute définition, la WESCAM MX-15 HD FLIR (Forward Looking Infra Red).
Ils se dirigent vers le nord à une altitude de 1,4 km à bord d'un Airbus Cougar bimoteur. Le ciel est dégagé avec une visibilité horizontale illimitée et la température de l'air à cette altitude est de 10 degrés Celsius. Des nuages sont présents au-dessus à 10 000 pieds et une couche de stratocumulus se trouve en dessous.
À 13 h 52, alors qu'il filme le terrain, le technicien observe un objet volant vers la gauche au-dessus de l'océan. Bientôt, les deux membres de l’équipage peuvent l'observer à l'œil nu. Ils remarquent que la vitesse et l'altitude de l'objet semblent à peu près identiques à celles de l'hélicoptère (environ 240 km/h) et estiment que l'objet se trouve à quelque 55-65 km de distance. Selon le capitaine, il se déplace vers l'Ouest/Nord-Ouest,,. 
Le pilote contacte deux stations radar pour signaler l'objet volant. Aucune des deux n'est cependant en mesure de détecter autre chose que l'hélicoptère. Les contrôleurs aériens ont confirmé ultérieurement qu'aucun trafic, civil ou militaire, n'avait été signalé dans la zone et qu'aucun aéronef n'avait été autorisé à voler dans l'espace aérien contrôlé où se trouvait l'objet observé. Le radar de bord n'a pas non plus été en mesure de détecter l'objet et le radar de la caméra n'a pas pu se verrouiller sur lui. 
Le pilote tente alors et à plusieurs reprises de communiquer avec l'objet par radio en utilisant la bande passante civile multinationale conçue à cette fin, sans succès. 
L'ovni a pu être filmé près de 10 minutes avec des vues de caméras visibles et infrarouges. Grâce à la caméra infrarouge, le pilote et le technicien ont pu observer, après environ 8 minutes de vidéo, l'objet faire deux dégagements distincts d'un certain type de liquide ou de gaz, qui a produit un signal « apparemment » aussi chaud que l'objet lui-même, la température de l'ovni étant estimée par les analyses des experts à plus de 50 degrés Celsius.
Lorsque l'objet disparaît derrière les nuages, les officiers retournent à leur base.
Ces observations ont par la suite été confirmées par le comité d'experts chargés d'enquêter sur l'objet.

## Description de l'ovni
Selon le capitaine de la marine, l'objet était une « structure plate et allongée » avec « deux points chauds thermiques comme des décharges qui ne coïncidaient pas avec l'axe du mouvement ». Le technicien a, quant à lui, décrit l'ovni comme étant « blanc avec une forme semi-ovale sur l'axe horizontal ».
Lorsque le premier événement d'éjection s'est produit, le matériau est sorti de deux parties différentes de l'objet et s'est ensuite rejoint dans l'espace, créant un sillage. Le premier dégazement était massif et sombre dans l'infrarouge, c'est-à-dire très chaud et le second plus clair et semi-transparent.
Les analystes photo de l'armée de l'air chilienne ont confirmé que l'objet était une forme réelle, tridimensionnelle qui avait le contrôle de ses mouvements et n'était pas été affecté par les vents. Selon ces experts, l'objet réfléchissait la lumière et a projeté une sorte d'énergie (les dégazement chauds). Les analystes ont pu établir qu'il n'y avait aucune preuve de canular ou d'altération de la vidéo par une quelconque application informatique. 
L'équipage de l'hélicoptère a rapporté que l'objet suivait le rythme de l'hélicoptère ce que les analystes français ont confirmé après analyse des données.

## Analyse
Après l'observation de l'ovni, la Marine a remis la vidéo au Comité pour l'étude des phénomènes aériens anormaux (CEFAA). Ce comité est chargé par le gouvernement chilien d'enquêter sur les observations d'ovnis, ou phénomène aérien non identifié (PAN). L'étude des images a été menée par des scientifiques, des militaires et des experts français (GEIPAN) en analyse photographique. L'observation a été étudiée et analysée pendant deux ans par les experts. Le comité a rendu publics ses travaux et a conclu qu'il s'agissait d'un phénomène aérien non identifié et qu'ils n'avaient pas pu trouver d'explication aux observations. Aucune explication n'avait été trouvée par le CEFAA pour expliquer la vidéo - les théories proposées ont toutes été écartées par les données. Toutes les données radar, les données météorologiques par satellite et les détails de la circulation aérienne dans ce secteur à ce moment-là sont disponibles.
Le général Bermúdez et Mario Avila, tous deux membres du comité scientifique du CEFAA, ont mené des entretiens avec les deux officiers. Mario Avila témoigne : «J'ai été très impressionné par ces témoins - c'étaient des professionnels hautement qualifiés avec de nombreuses années d'expérience, et ils étaient absolument certains qu'ils ne pouvaient pas expliquer ce qu'ils voyaient,».
Une des explications avancée était un avion moyen-courrier en vol pour un atterrissage à l'aéroport de Santiago et la traînée d'effluents observée à deux reprises aurait été probablement un déversement d'eaux usées de cabine, formant un panache orienté le long du vent local soufflant de l'ouest. Cette explication proposée en 2015 par les experts français n'a pas été retenue par le CEFAA. En effet, pour plusieurs raisons, cette explication est impossible. L'avion aurait été vu sur les radars. Il aurait dû être autorisé à atterrir à Santiago ou à un autre aéroport ce qui n'était pas le cas. Il aurait probablement répondu aux communications radio. Les avions ne rejettent pas d'eau pendant la phase d'atterrissage. Au Chili, un avion souhaitant éjecter du matériel doit demander l'autorisation de la DGAC avant de le faire. Enfin, il semble peu probable que les pilotes expérimentés n'auraient pas reconnu qu'un avion, ou du moins qu'ils auraient laissé cette option ouverte par la suite si c'était une possibilité. Cependant, cette possibilité n'est pas complètement exclue. Le chercheur amateur Mick West, publie le 11 janvier 2017, cinq jours après la publication de la conclusion officielle, sur Skydentify, un sous-forum du site Metabunk.com, qu'il s'agirait d'un avion du vol IB6830, un quadriréacteur A340 d'Iberia Airlines, et de sa traînée de condensation aérodynamique, formée après le décollage de l'avion. Selon lui, la traînée apparaît à tort chaude sur l'image, par contraste avec le ciel froid.

### Conclusion officielle
La conclusion officielle est que «la grande majorité des membres du comité a accepté de qualifier le sujet en question de UAP (Unidentified Aerial Phenomenon) inexplicable».
Selon Jose Lay, cette affaire est l'une des plus curieuses et fascinantes de toutes celles qui figurent dans les dossiers de la CEFAA. « C'est notre première vidéo prise avec une caméra sophistiquée dans l'infrarouge ; la première fois que nous avons vu l'éjection d'une substance d'un UAP ; la première fois que nous avons une observation qui dure plus de neuf minutes avec deux témoins très fiables ».